# James Douglas, 1. Baronet (of Kelhead)
Sir James Douglas, 1. Baronet (* 19. September 1639; † 1708) war ein schottischer Adliger.
Er entstammte einer Nebenlinie des Clan Douglas und war ein Sohn des Hon. Sir William Douglas († 1673). Sein Großvater väterlicherseits war William Douglas, 1. Earl of Queensberry. Von seinem Vater erbte er das Gut Kelhead in Dumfriesshire. Am 26. Februar 1668 verlieh ihm König Karl II. den erblichen Adelstitel Baronet, of Kelhead in Scotland.
Er heiratete seine Cousine Lady Catherine Douglas, Tochter des James Douglas, 2. Earl of Queensberry, und hatte mit ihr einen Sohn und Erben, Sir William Douglas, 2. Baronet (1675–1733).
Er starb im Frühjahr 1708, spätestens im April.